# Berit Lange
Berit Dagmar Lange, född 5 december 1935 i London, död 11 maj 1987 i Oscar Fredriks församling i Göteborg, var en svensk målare.
Lange studerade vid Slöjdföreningens skola och Valands konstskola i Göteborg samt under studieresor till Italien, England, Skottland och Frankrike. Hon tilldelades Ester Lindahls stipendium 1965. Hennes konst består av arbeten i en expressionistisk anda med mörka och glödande färger. Lange är representerad vid Moderna museet, Göteborgs konstmuseum, Borås konstmuseum och i Gustav VI Adolfs samling. Hon är gravsatt i minneslunden på Västra kyrkogården i Göteborg.